# مارشال لارسن
مارشال لارسن (به انگلیسی: Marshall Larsen) (زاده ۱۹۴۸) کارآفرین، بازرگان و مدیر ارشد اجرایی آمریکایی است، که در حال حاضر به‌عنوان مدیر عامل اجرایی و رئیس هیئت مدیره شرکت گودریچ فعالیت می‌کند.